# كاشف الصدمات
إن كاشف الصدمات (shock indicator) هو جهاز ميكانيكي يكتشف الصدمات الميكانيكية التي يختبرها ويسجلها. ومن الممارسات الشائعة أن يتم إرفاق كواشف الصدمات بالبضائع باهظة الثمن التي سيتم شحنها. وبهذه الطريقة، يتم تسجيل طول الصدمات ومدتها لضمان أن الأدوات الحساسة وباهظة الثمن لم يتم التعامل معها بطريقة سيئة أو تعرضت لظروف بيئية غير مناسبة أثناء الشحن. ويطلق كاشف الصدمات إشارة بصرية تشير إلى ما إذا كانت الصدمة قد بلغت حد الصدمة أو تجاوزته، كأن تكون في شكل زنبرك مكسور أو شاشة رقمية.
لقد تم اختراع كاشف الصدمات لضمان الشحن الآمن للبضائع باهظة الثمن ولتحديد الأشخاص المسؤولين عن الخسائر تحديدًا صحيحًا. وكما هو الحال مع الاختراعات الأخرى، مر الجهاز بمراحل تطوير مختلفة. فلقد كانت أول أجهزة لكشف الصدمات عبارة عن أجهزة ميكانيكية بسيطة بها مجموعة الزنبرك والثقل. ثم جاءت الأجهزة الأحدث مزودة بمجموعة معقدة متكاملة من الدوائر الإلكترونية التي تقوم برصد الصدمات وقياسها وتسجيلها. وتقوم العديد من الشركات بتصنيع تلك الأجهزة وتقوم بأبحاث دؤوبة في هذا الصدد.

## مجموعة الزنبرك والثقل

يصف قانون هوك مقدار المسافة التي سيمتد إليها الزنبرك بفعل قوة معينة

تقوم كواشف الصدمات من نوع الزنبرك والثقل على استخدام زنبرك بسيط قابل للامتداد مثبت في أحد طرفيه ثقل. 
وتسبب الصدمات الصغيرة ضوضاء مؤقتة فقط في الثقل نتيجة مركز ارتكازها بحسب قانون هوك.
بينما تؤدي الصدمة القوية بما يكفي لتمدد الزنبرك خارج نطاق حد الخضوع إلى تشوه لا معكوس في الزنبرك، مما يوفر إشارة دائمة على حدوث صدمة كهذه في النظام.
إن التسارع الحرج الذي يصل عنده حد الخضوع يمكن ضبطها بعناية باختيار مادة الزنبرك وشكله، بالإضافة إلى كتلة الثقل.

## الكواشف الحديثة
إن الكواشف الحديثة التي تعتمد اعتمادًا كبيرًا على الإلكترونيات الداعمة لها هي أجهزة أكثر تعقيدًا كثيرًا من نظيراتها من الأجهزة الميكانيكية. فلا يمكن لتلك الأجهزة فقط أن تقوم باكتشاف الصدمة وقياسها، بل تسجل أيضًا كامل طيف الصدمات التي حدثت على مدار فترة تصل لبضعة أشهر أو حتى سنوات. وتنطوي تلك الأجهزة أحيانًا على استخدام أجهزة قياس تسارع قائمة على المقاومة الضغطية والتي تتميز بمعدل استهلاك منخفض للطاقة الكهربية.